# Système d'information de radiologie
Pour les articles homonymes, voir SIR.
Un système d'information radiologique (SIR) ou RIS (Radiology Information System) en anglais est le système de base pour la gestion des services d'imagerie médicale. Les principales fonctions d'un SIR peuvent inclure la gestion des prises de rendez-vous, de l'accueil, des protocoles d'acquisition, des cotations, des comptes-rendus, de la facturation, des statistiques, des vacations du personnel, de la matériovigilance, de la radioprotection ainsi que des dispositifs de partage des informations entre les radiologues, les prescripteurs et les patients. Le SIR fait partie des SIH (systèmes d'information hospitalier). Ils s'intègrent avec les PACS (picture archiving and communication system). Le SIR est essentiel à l'efficacité des flux de travail de la radiologie.

## Fonctions de base
Les systèmes d'information de radiologie incluent le plus souvent les fonctions suivantes :
- L'accueil : l'enregistrement des patients et de la planification
- La gestion des patients
- La gestion des modalités
- La gestion des flux de travail au sein d'un département de radiologie
- La gestion de numérisation des documents
- La gestion des comptes-rendus
- La diffusion et le partage des résultats
- Le suivi des patients
- La création de dossiers techniques
- Le suivi de la matériovigilance
- Le support des interfaces HL7 et DICOM

## Fonctions complémentaires
En plus, un SIR comporte les fonctions suivantes :
- La prise des rendez-vous et leur suivi avec les patients
- L'intégration du PACS avec l'interface DICOM
- La gestion de comptes-rendus personnalisés
- Le support des interfaces HL7 avec le SIH et avec son PACS.
- L'intégration avec un système de visualisation DICOM des images multi-modalités qui est configuré pour fonctionner avec le PACS
- La facturation
- La gestion des cotations
- La génération de rapports et statistiques
- La gestion des vacations du personnel